# Sextape
Sextape è un singolo del gruppo musicale statunitense Deftones, pubblicato il 1º ottobre 2010 come terzo estratto dal sesto album in studio Diamond Eyes.

## Video musicale
Il video, diretto da ZFCL, è il primo in cui non appare nessuno dei componenti del gruppo: viene infatti mostrato per tutta la sua durata due ragazze intente a nuotare sott'acqua e a baciarsi.

## Tracce
CD promozionale (Regno Unito)
1. Sextape – 4:02

Download digitale
1. Sextape – 4:01
2. Diamond Eyes (Live) – 3:05
3. Root (Live) – 3:40

## Formazione
Gruppo
- Abe Cunningham – batteria
- Chino Moreno – voce, chitarra
- Frank Delgado – tastiera, campionatore
- Sergio Vega – basso
- Stephen Carpenter – chitarra

Produzione
- Nick Raskulinecz – produzione, missaggio
- Paul "Fig" Figuerda – registrazione, ingegneria del suono
- Brad Townsend – ingegneria del suono aggiuntiva
- Andrew Schubert – ingegneria del suono aggiuntiva
- Ted Jensen – mastering
- Tom Whalley – produzione esecutiva